# Germigny-sous-Coulombs
Germigny-sous-Coulombs ist eine französische Gemeinde im Département Seine-et-Marne in der Île-de-France. Sie gehört zum Kanton La Ferté-sous-Jouarre (bis 2015 Kanton Lizy-sur-Ourcq) im Arrondissement Meaux. Die Bewohner nennen sich Germinois. Die Nachbargemeinden sind Coulombs-en-Valois, Gandelu und Dhuisy.

## Bevölkerungsentwicklung
| Jahr      | 1962 | 1968 | 1975 | 1982 | 1990 | 1999 | 2008 | 2013 |
| --------- | ---- | ---- | ---- | ---- | ---- | ---- | ---- | ---- |
| Einwohner | 141  | 128  | 105  | 109  | 147  | 166  | 198  | 209  |

## Sehenswürdigkeiten
Siehe: Liste der Monuments historiques in Germigny-sous-Coulombs